# 前410年代
| 千纪： | 前1千纪 |
| 世纪： | 前6世纪 \| 前5世纪 \| 前4世纪                                                                              |
| 年代： | 前440年代 \| 前430年代 \| 前420年代 \| 前410年代 \| 前400年代 \| 前390年代 \| 前380年代                    |
| 年份： | 前419年 \| 前418年 \| 前417年 \| 前416年 \| 前415年 \| 前414年 \| 前413年 \| 前412年 \| 前411年 \| 前410年 |

前410年代從前419年1月1日開始，於前410年12月31日結束。

## 大事记
- 前419年，晉大夫魏文侯魏斯，築少梁城。
- 前418年，秦攻魏，戰於少梁。
- 前417年，齊攻趙，圍平邑。
- 前416年，晉大夫魏氏之地鄴城令西門豹，革河伯 娶婦陋習，改良水利。
- 前415年，衛公子頹，殺國君衛懷公亹，嗣位，是為衛慎公。秦靈公卒，叔秦簡公嗣位。秦築籍姑城。
- 前415年，雅典遣143艘戰艦西征西西里島敘拉古王國，斯巴達助敘拉古，第二次伯羅奔尼撒戰爭开始，歷時十二年。
- 前414年，西周桓公卒，子西周威公嗣位。越滅郯國。中山武公即位。
- 前413年，齊大夫田莊子田白卒，子太公田和嗣位。
- 前413年，雅典再遣七十艘戰艦往攻敘拉古，連前遣艦隊，全數敗沒，士兵悉被賣為奴。
- 前412年，越王翁卒，子翳嗣位。
- 前411年，晉大夫趙獻侯趙浣攻齊，克平邑，築城。
- 前410年，魯元公嘉卒，子魯穆公顯嗣位。周威烈王午命晉大夫韓、趙二家攻齊，攻陷長垣。